# Nordjyllands amt
Nordjyllands amt (danska: Nordjyllands Amt) var ett amt på halvön Jylland i norra Danmark. Det bildades i samband med kommunreformen 1970 genom en sammanslagning av Hjørrings och Ålborgs amt samt delar av Randers och Thisteds amt. Sedan 2007 ingår området i Region Nordjylland.

## Kommuner
Nordjyllands amt bestod av 27 kommuner:
| - Ardens kommun - Brovsts kommun - Brønderslevs kommun - Dronninglunds kommun - Farsø kommun - Fjerritslevs kommun - Frederikshavns kommun - Hadsunds kommun - Hals kommun - Hirtshals kommun - Hjørrings kommun - Hobro kommun - Læsø kommun - Løgstørs kommun | - Løkken-Vrå kommun - Nibe kommun - Nøragers kommun - Pandrups kommun - Sejlflods kommun - Sindals kommun - Skagens kommun - Skørpings kommun - Støvrings kommun - Sæby kommun - Åbybro kommun - Ålborgs kommun - Års kommun |